# Озеро Нежности
Озеро Нежности (лат. Lacus Lenitatis) — относительно небольшое лунное море, расположенное в северо-восточной части видимой стороны Луны.
Селенографические координаты объекта — 14°00′ с. ш. 12°00′ в. д. / 14,0° с. ш. 12,0° в. д., диаметр составляет 80 км.
К юго-востоку от озера находится кратер Юлий Цезарь (лат. Julius Caesar). С северо-востока к Озеру Нежности примыкает другое — Озеро Зимы (лат. Lacus Hiemalis) в котором расположен кратер Манилий C (лат. Crater Manilius). Остальные кратеры группы (Манилии C, K, T, U, W) занимают область к югу от Озера Надежды.